# Nathan Fillion
Nathan Christopher Fillion (Edmonton, Kanada, 27. ožujka 1971.) je kanadsko-američki glumac. Najpoznatiji je po ulozi kapetana Malcolma Reynoldsa u TV seriji "Firefly", a nastupao je i kao Richard Castle u TV seriji "Castle".